# Комодски пацов
Комодски пацов (лат. Komodomys rintjanus) је сисар из реда глодара и породице мишева (лат. Muridae).

## Распрострањење
Ареал врсте је ограничен на четири Мала Сундска острва у Индонезији: Ринка, Падар, Ломблен и Пантар, која су једино познато природно станиште врсте.

## Станиште
Станиште врсте су шуме.

## Угроженост
Ова врста се сматра рањивом у погледу угрожености врсте од изумирања.